# Rio Negro (kommun i Brasilien, Mato Grosso do Sul, lat -19,45, long -54,98)
Rio Negro är en kommun i Brasilien.   Den ligger i delstaten Mato Grosso do Sul, i den södra delen av landet, 800 km sydväst om huvudstaden Brasília. Antalet invånare är 5 040. Arean är 1 808 kvadratkilometer.
Terrängen i Rio Negro är huvudsakligen kuperad, men den allra närmaste omgivningen är platt.
Omgivningarna runt Rio Negro är huvudsakligen savann. Runt Rio Negro är det mycket glesbefolkat, med 3 invånare per kvadratkilometer.